# Молла Кабыз
Молла́ Кабы́з (тур. Molla Kâbız; ум. 4 ноября 1527, Стамбул) — исламский религиозный деятель, утверждавший, что Христос превосходит Мухаммеда. 

## Биография
О происхождении Моллы Кабыза неизвестно, но согласно некоторым версиям он был персом. Неизвестно о том, когда приехал в Анатолию и где он получил образование. 
2 ноября 1527 года Молла Кабыз предстал перед членами Государственного Дивана (Диван-и Хумаюн). Причиной этого стало то, что Молла Кабыз распространял свои утверждения о том, что «Иса превосходит Мухаммеда». Великий визирь Паргалы Ибрагим-паша поручил казаскеру Румелии Фенаризаде Мухиддину-челеби и казаскеру Анатолии Кадри-челеби опровергнуть его идеи, но они не смогли это сделать. Ибрагим-паша обвинил их в некомпетентности и сказал, что это нужно решать учёным людям с применением доказательств. 
Молла Кабыз был отведён в тюрьму без вынесения приговора. Султан Сулейман I, слышавший разговор, был недоволен тем, что ложные идеи Кабыза не получили опровержения и приказал назначить новый суд. На следующий день Ибрагим-паша пригласил на суд шейх-уль-ислама Кемаля-паши-заде Ахмета и кадия Стамбула Саддедина-эфенди. Шейх-уль-ислам внимательно выслушал Кабыза и затем объяснил, что тот неправильно понял аяты и хадисы Корана, на которые опирался. Кемаль-паша-заде выявил противоречия утверждений Кабыза, на которые Молла Кабыз не смог дать ответа. 
Шейх-уль-ислам издал свою фетву, в которой говорилось, что «Молла Кабыз должен отречься от своих убеждений и вернуться к вере». Молла Кабыз отказался отречься от своих убеждений и по приговору кадия был обезглавлен 4 ноября 1527 года.

## Киновоплощение
В турецком телесериале «Великолепный век» роль Моллы Кабыза сыграл актёр Полат Билгин.